# Дикинсон, Роберт Эрл
Роберт Эрл Дикинсон (англ. Robert Earl Dickinson; род. 26 марта 1940 года, Миллерсберг, Огайо) — американский метеоролог и геофизик, специалист по климатическому моделированию, занимающийся вопросами взаимодействия поверхности суши и атмосферы.
Профессор Техасского университета в Остине (с 2008), член НАН США и иностранный член Китайской АН (2006).

## Биография
Окончил Гарвардский университет (бакалавр химии и физики, 1961), куда первоначально поступил на английский. Степени магистра и доктора философии, обе по мететорологии, получил соответственно в 1962 и 1966 годах в Массачусетском технологическом институте, и в 1966—1968 годах ассоциированный исследователь там же.
В 1968—1990 годах работал в Национальном центре атмосферных исследований в Боулдере, где с 1975 года возглавлял климатическую секцию, а с 1981 года являлся заместителем директора отделения климата и глобальной динамики.
В 1990—1999 годах профессор Аризонского университета, регент-профессор с 1993 года.
В 1999—2008 годах профессор наук об атмосфере Технологического института Джорджии.
С 2008 года профессор Техасского университета в Остине на кафедре геологических наук.
В 2002—2004 гг. президент Американского геофизического союза.
Член Национальных Академии наук (1988) и инженерной академии (2002) США.
Фелло Американского геофизического союза (1987) и Американской ассоциации содействия развитию науки (1984).
Почётный член Европейского геофизического общества (2002) и Европейского союза наук о Земле (2004).
Почётный профессор Пекинского педагогического университета (2005).

## Награды
- 1973 — Meisinger Award, Американское метеорологическое общество
- 1988 — Jule G. Charney Award[англ.], Американское метеорологическое общество
- 1996 — Премия Ветлесена
- 1996 — Медаль Роджера Ревелла Американского геофизического союза
- 1997 — Carl-Gustaf Rossby Research Medal[англ.], высшая награда Американского метеорологического общества